# The Weathermen

Weather Undergrounds logo.

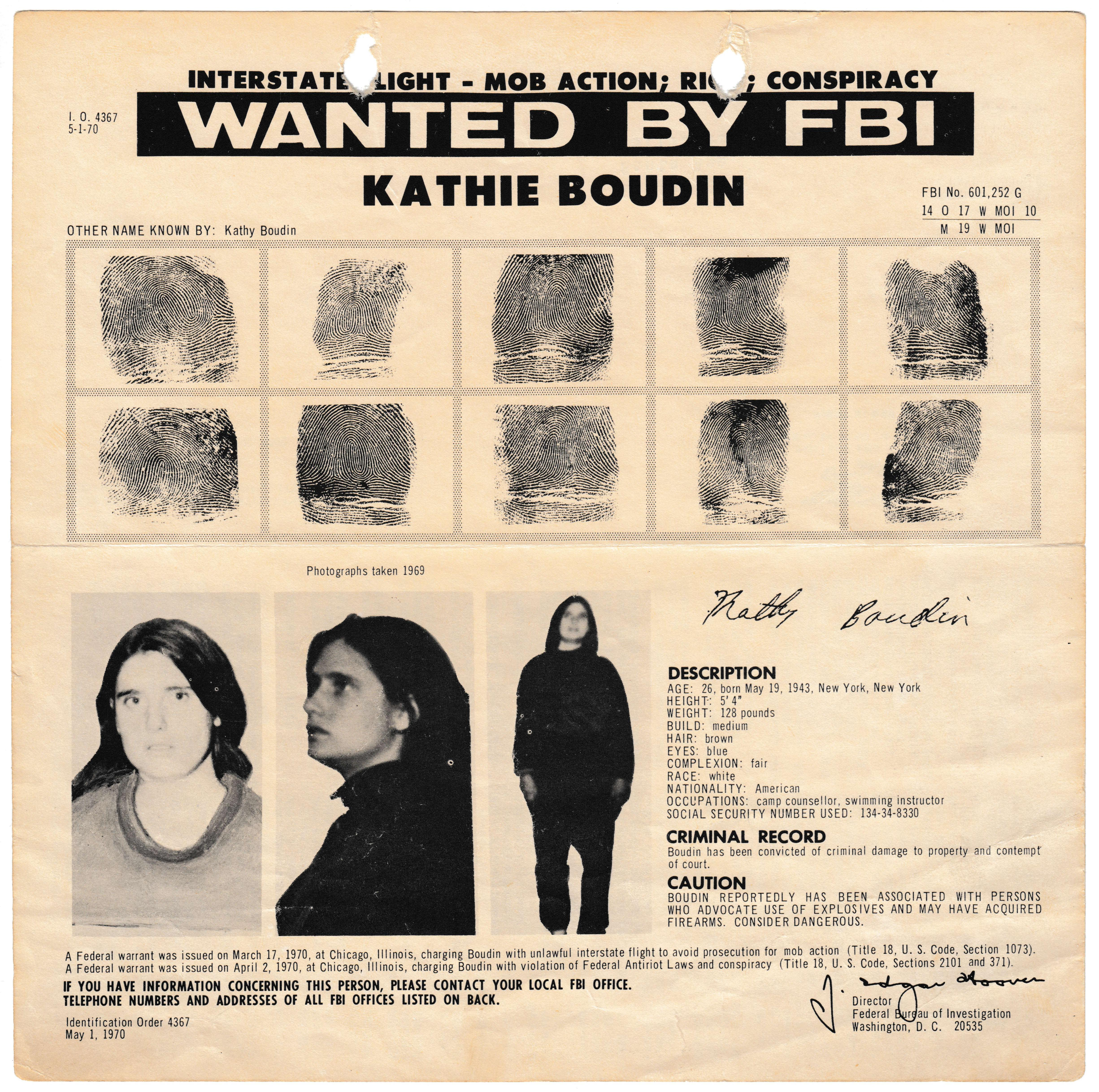
FBI:s efterlysning från 1970 av Kathy Boudin, en av de då ledande medlemmarna i Weather Underground.

The Weathermen, senare The Weather Underground, var en militant revolutionär vänstergrupp som var verksam i USA från 1969 och under 1970-talet.
Gruppen grundades av en grupp studenter vid University of Michigan, som var missnöjda med Vietnamkriget och medborgarrättsrörelsen. De menade att den enda vägen till verklig förändring var genom våldsam revolution, och de satte som mål att destabilisera regeringen och provocera fram en folklig revolt. 
Gruppen detonerade sammanlagt 25 bomber, däribland spektakulära bombningar av Pentagon (mars 1971), Kapitolium (maj 1972) och USA:s utrikesdepartement (januari 1975).

## Bakgrund
Gruppen bildades när en fraktion bröt sig ur Students for a Democratic Society (SDS) i samband med deras årskonvent i juni 1969. SDS fredliga demonstrationer mot Vietnamkriget sågs som fruktlösa och otillräckliga. Den nybildade gruppens slogan var "Bring the war home!". Målet var att göra kriget synligt på hemmaplan. Revolutionen skulle utkämpas med alla nödvändiga medel, inklusive våld.
Namnet inspirerades av en textrad av Bob Dylan, "You don't need a weatherman to know which way the wind blows". Det var, menade medlemmarna, uppenbart att en världsrevolution var nära förestående. "Vita ungdomar måste välja sida nu. Antingen måste vi slåss på de förtrycktas sida, eller stå på förtryckarnas sida", sa ledaren Bernardine Dohrn.

## Verksamhet
The Weathermen ansåg det troligt att icke-studenter från arbetarklassen skulle vara mer benägna att göra revolution än studenter, så medlemmarna flyttade in i kollektiv i arbetarklasskvarter. Sommaren 1969 kungjorde gruppen sina planer på att organisera en massdemonstration samma höst, under namnet "The days of rage". Detta skulle vara en våldsam konfrontation med tiotusentals demonstranter mot polisen. Uppslutningen blev långt från så stor som beräknat, men ett par hundra personer deltog i ett upplopp där flera personer blev skjutna och sjuttio arresterade.
När Svarta pantrarnas Fred Hampton dödades i en polisräd i december 1969 utfärdade The Weatherman en "krigsförklaring" mot den amerikanska regeringen. Samtidigt bytte organisationen namn till The Weather Underground. Gruppen planerade flera bombdåd, bland annat mot militärbasen Fort Dix. Vid förberedelserna för detta bombdåd exploderade bomben i ett av gruppens högkvarter och tre medlemmar dödades. Många vänstergrupper som inte redan hade tagit avstånd från The Weather Underground gjorde det efter denna händelse, då planerna på bombdåd uppdagades. Medlemsantalet minskade och de medlemmar som var kvar gick under jorden.  
På 1970-talet genomförde WUO en bombkampanj riktad mot regeringsbyggnader och flera banker. Vissa attacker föregicks av evakueringsvarningar, tillsammans med hot som beskrev vad attacken protesterade mot. Inga människor dödades i bombningarna. 
The Weather Underground hjälpte också, på uppdrag av en grupp kallad The Brotherhood of Eternal Love, drogförespråkaren Timothy Leary att fly från fängelse till Algeriet.
De flesta av gruppens medlemmar lyckades hålla sig undan från polisen och FBI. Gruppens aktiviteter kom att i stort sett upphöra efter Vietnamkrigets slut 1975. Kontakten mellan medlemmarna var sporadisk, då de alla gått under jorden, och meningsskiljaktigheter uppstod. Flera medlemmar överlämnade sig själva till myndigheterna. Få av medlemmarna hamnade dock i fängelse, bland annat eftersom det uppdagats att FBI:s hemliga Cointelpro infiltrerat gruppen och att mycket information samlats in på olaglig väg.

## Medlemmar
Flera av gruppens medlemmar har senare etablerat sig väl i samhället, och många av dessa har kvar sina åsikter. 
Bernardine Dohrn tog juristexamen i New York och anställdes vid en juristfirma men tilläts inte arbeta som advokat i delstaten på grund av sitt förflutna. Hon har istället undervisat i juridik och är styrelseledamot i flera organisationer. Hon stödde före detta Symbiotiska befrielsearmén-medlemmen Kathleen Soliah (alias Sara Jane Olson) när denna arresterades 1999 efter att ha levt under ny identitet i över tjugo år.
 

Hennes man Bill Ayers är universitetsprofessor i Chicago och har skrivit en bok om sin tid i gruppen. Han har sagt att han inte ångrar bombdåden och att han känner att de inte gjorde tillräckligt. Ayers kom åter i rampljuset i samband med presidentvalet i USA 2008, då John McCains och Sarah Palins kampanj gjorde en stor sak av att Ayers och Barack Obama en gång suttit i samma styrelse för en välgörenhetsorganisation.

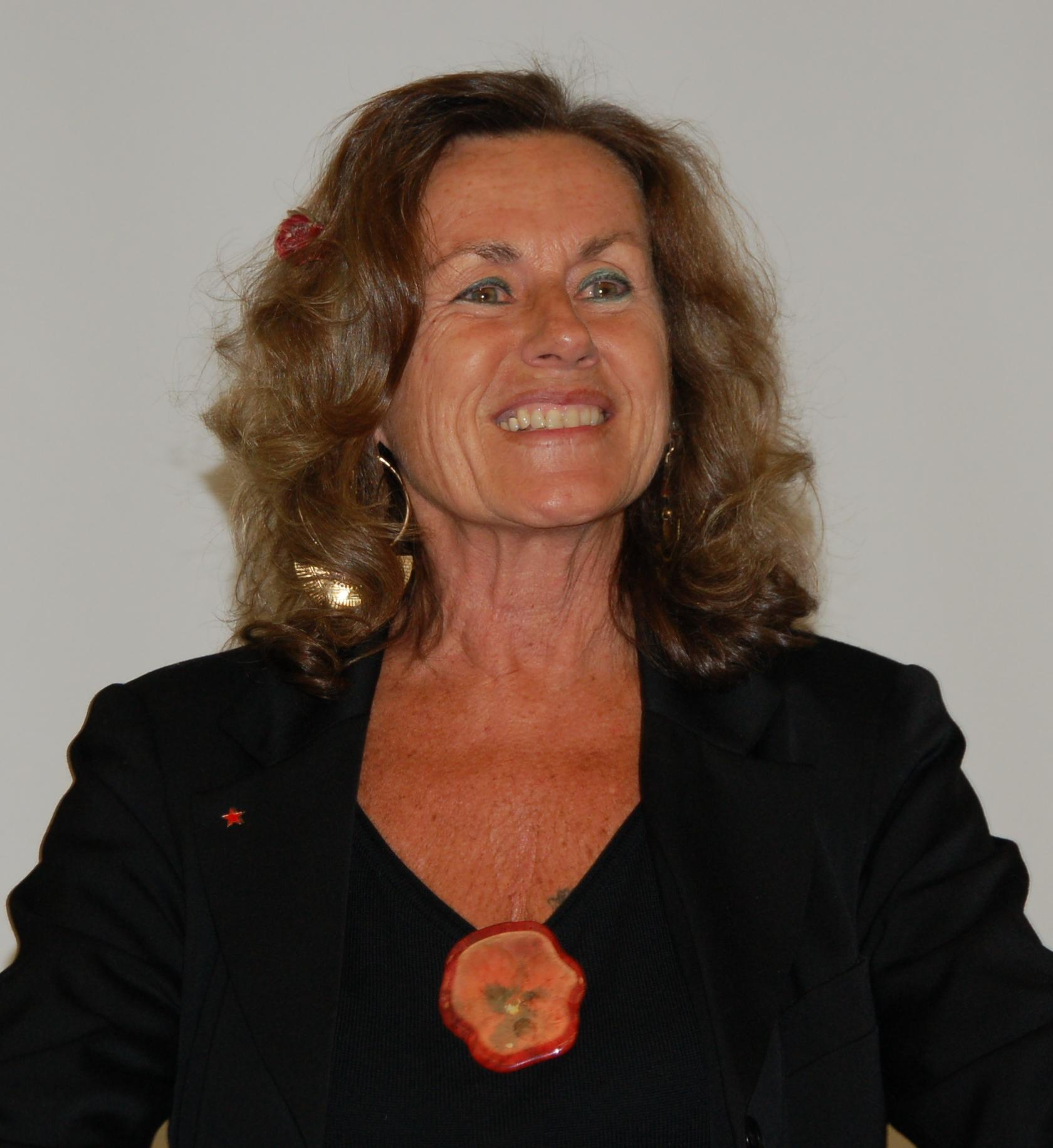
Bernardine Dohrn
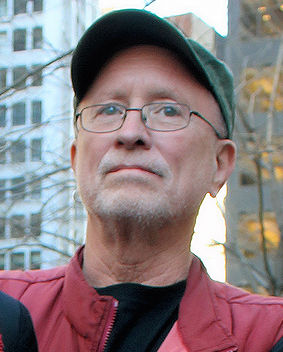
Bill Ayres.
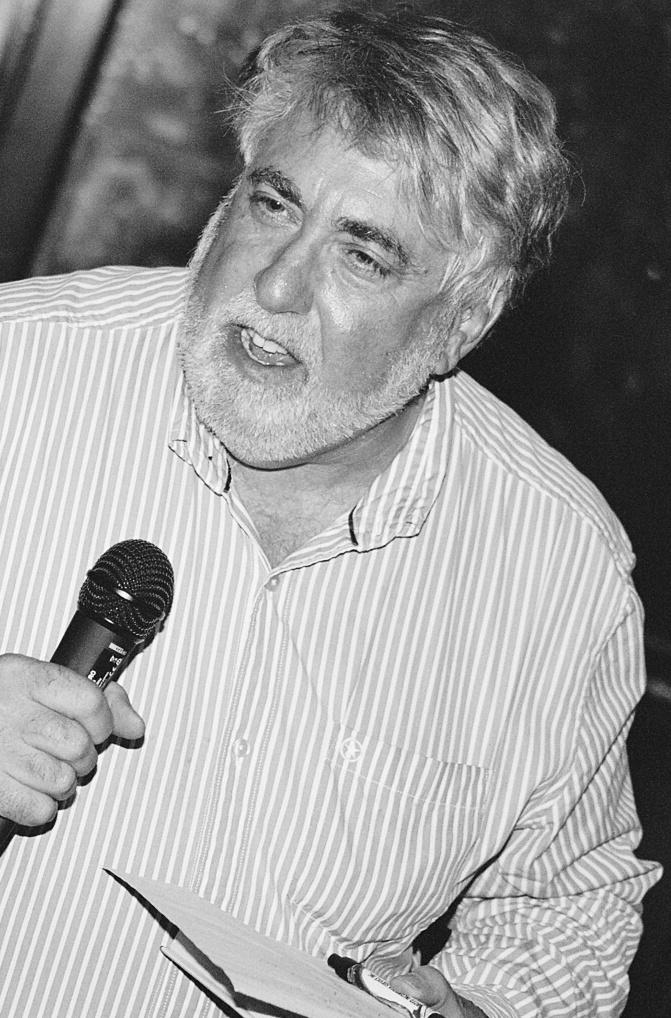
Mark Rudd
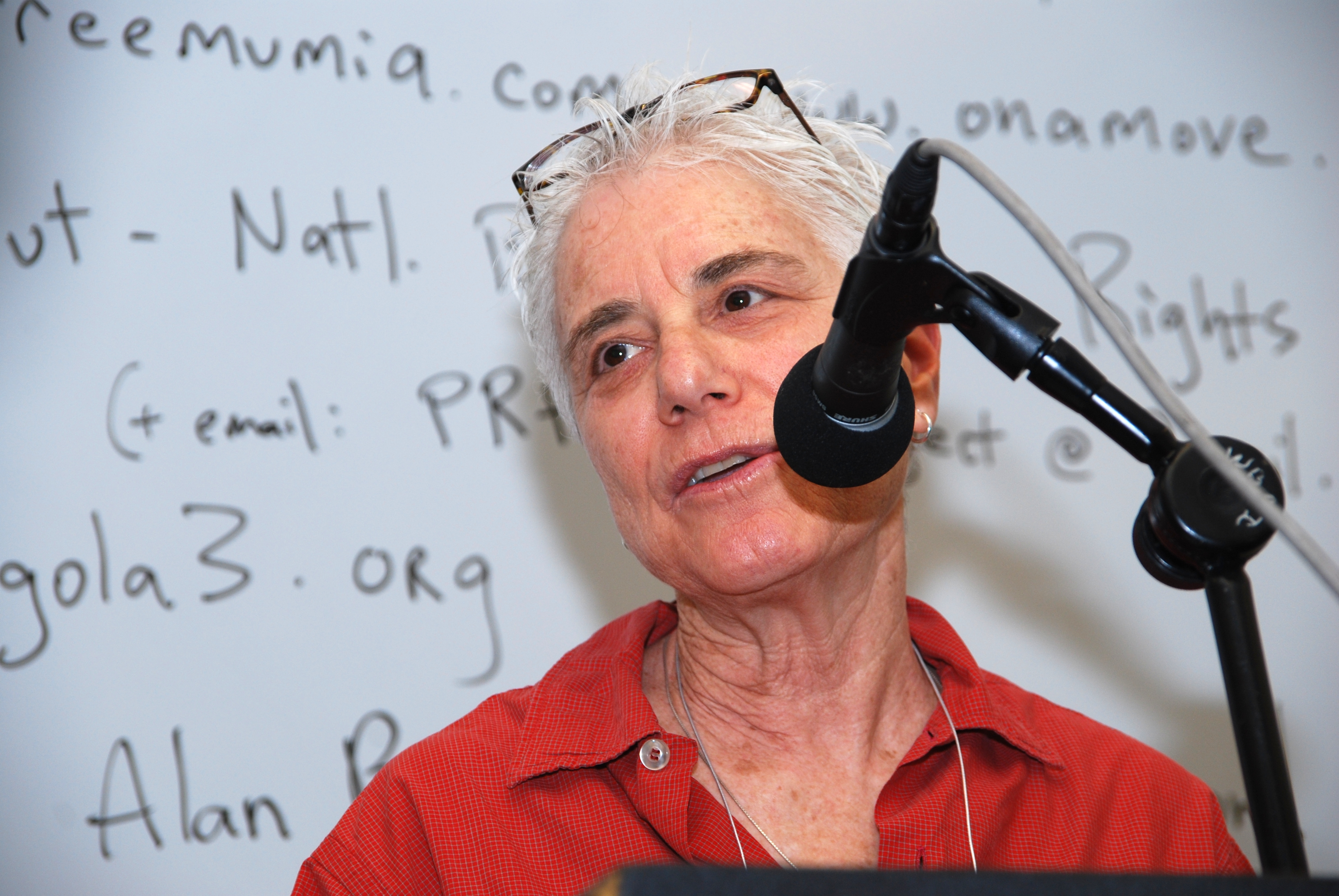
Laura Whitehorn

## Eftermäle
Trots sina kontroversiella metoder ses The Weather Underground av vissa som hjältar som var villiga att vidta drastiska åtgärder för att stoppa systematiska orättvisor. Andra beskriver gruppen som farliga och oansvariga, och hävdar att bombningarna bidrog till att polarisera ett redan splittrat samhälle.
Dokumentären The Weather Underground (2002) Oscarnominerades i kategorin bästa dokumentärfilm.